# Jean Cuny (prêtre)
Ne doit pas être confondu avec Jean Cuny (aviateur).
Pour les articles homonymes, voir Cuny.
Jean Cuny est un prêtre et compositeur, actif dans le troisième quart du XVIIe siècle à Verdun et dans les environs.

## Biographie

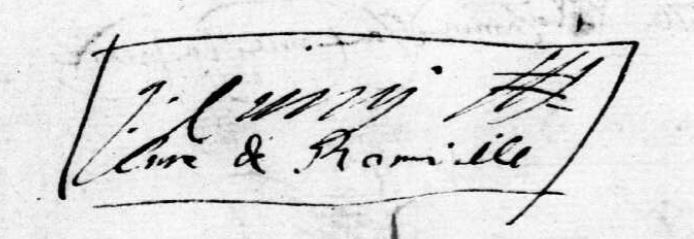
Signature de Jean Cuny (1675). AD Meuse : 2 E 434(1).

Le titre de la messe qu’il publie en 1667 le dit prêtre et chapelain de la cathédrale Notre-Dame de Verdun.
C’est très probablement lui qui reçoit en 1662 la cure de Remoiville, dépendant de l’abbaye bénédictine de Juvigny-sur-Loison, à la suite de Jean de La Claireau . La même année, il abandonne à ce dernier les revenus de la chapellenie d’Iré-le-Sec, dépendant de la même abbaye, ce qui laisse supposer que c'est Cuny qui la détenait avant cette date. Sa signature apparaît entre 1673 et 1676 sur le premier registre des baptêmes, mariages et sépultures de Remoiville, qui commence en 1673. Cuny abandonne la cure de Remoiville en 1676 et c’est Michel de Ruette qui lui succède.

## Œuvres
Missa sex vocum ad imitationem moduli Surrexit Dominus. Authore M. Joanne Cuny presbytero et capellano insignis ecclesiæ cathedralis Verdunensis, à 6 v. Paris : Robert III Ballard, 1667. 1 vol. 2°.
Guillo 2003 n° 1667-E. Édition perdue, connue par des mentions dans les catalogues de la boutique des Ballard, et dans les fiches de Sébastien de Brossard. Peut-être cette messe reprenait-elle son thème du motet Surrexit Dominus vere à 6 voix de Roland de Lassus.